# Concepción García Lorca
Pour les articles homonymes, voir García Lorca (homonymie).
María de la Concepción García Lorca, dite Concha, née à Fuente Vaqueros le 14 avril 1903 et morte le 21 avril 1962 à Grenade, est une personnalité espagnole de l'exil républicain, sœur du poète Federico García Lorca et veuve du maire de Grenade Manuel Fernández Montesinos, tous deux assassinés par les franquistes pendant la guerre d'Espagne.

## Biographie
Concha García Lorca naît à Fuente Vaqueros en 1903. Son père, Federico García Rodríguez, est un grand propriétaire terrien de la Vega de Granada et sa mère Vicenta Lorca Romero, une enseignante de la ville.
Comme ses frères Federico et Francisco et sa sœur Isabel, son enfance et son adolescence se déroulent dans la ville de Grenade et dans la région granadine de la Vega de Granada, dans un milieu privilégié et ouvert sur le monde.
Elle étudie à Grenade, au collège Calderón de la calle Recogidas et passe ses étés à la Huerta de San Vicente, le domaine familial, qui est un haut lieu de rencontres intellectuelles et artistiques en Europe à l'époque.
En 1930, elle se marie avec le médecin Manuel Fernández Montesinos, ami de Federico et Francisco. Avec les jeunes frères García Lorca, il fréquente assidument le cercle littéraire du Rinconcillo du célèbre Café Alameda de Grenade. Frère de l'écrivain José Fernández Montesinos, il est également militant du Parti socialiste ouvrier espagnol (PSOE) et rejoint la politique. Manuel est élu conseiller municipal de Grenade le 12 avril 1931.
Avec Manuel, elle a trois enfants, tous nés à Grenade : Vicenta en 1930, Manuel en 1932 et Concha en 1936. Cette dernière ne connaîtra jamais son père.
En cette année 1936, à la suite de la victoire du Front populaire, son mari devient maire de Grenade. Mais la guerre civile éclate peu après. Les nationalistes entrent dans la ville le 20 juillet et en prennent le contrôle. Manuel est arrêté à l'hôtel de ville et fusillé le 16 août au cimetière de Grenade. Trois jours après son mari, c'est son frère Federico qui est exécuté par les milices franquistes. Elle est obligée de fuir et de déménager avec ses enfants à Madrid.
Franco arrive au pouvoir en 1939 et la famille García Lorca doit s'exiler du fait du régime fasciste. Concha est alors accueillie à New York, avec ses parents et le reste de sa famille, par Gloria Giner et Fernando de los Ríos, déjà installés aux États-Unis.
Son père, Federico García Rodríguez, meurt aux États-Unis en 1945.
Elle rentre d'exil en 1951 avec ses enfants et sa sœur Isabel. Elle s'installe à Madrid, dans un appartement situé au no 25, rue Juan Bravo.
En 1962, alors qu'elle se rend de nouveau dans la région de Grenade en mémoire de son frère Federico, Concha García Lorca est victime d'un accident de voiture le 21 avril, sur la route de Valderrubio, qui lui est fatal.
Elle est enterrée à Madrid, au cimetière de Saint-Just.